# Eugenia Alianiello
María Eugenia Alianiello (Bragado, Argentina; 15 de diciembre de 1980) es una psicóloga y política argentina del Partido Justicialista. Es Diputada de la Nación Argentina por la Provincia del Chubut desde 2021.

## Biografía
Alianiello es licenciada en psicología de la Universidad de Buenos Aires. Nacida en Bragado, Buenos Aires, se radicó en la Provincia del Chubut donde ejerció como psicóloga y directora o subsecretaria de distintas instituciones gubernamentales.
Entre 2019 y 2021, fue concejal municipal de Puerto Madryn.
Militantes del Partido Justicialista, en diciembre de 2021, fue electa Diputada de la Nación Argentina por Chubut en la lista Frente de Todos.

## Historial electoral
| Año  | Candidatura                      | Partido/Coalición                     | Elección     | votos  | Porcentaje       | Resultado                |
| ---- | -------------------------------- | ------------------------------------- | ------------ | ------ | ---------------- | ------------------------ |
| 2021 | Diputado de la Nación por Chubut | Partido Justicialista/Frente de Todos | Legislativas | 82.134 | \| \| 28,19 % \| | Electa (1er lugar lista) |
|      | 28,19 %                          |                                       |              |        |                  |                          |